# Błażej
Błażejⓘ – imię męskie pochodzenia łacińskiego. Wywodzi się od słowa „blaesus” oznaczającego „seplenić”.
Wśród imion nadawanych nowo narodzonym dzieciom, Błażej w 2019 r. zajmował 60. miejsce w grupie imion męskich (639 nadań). W całej populacji Polski w 2019 roku Błażej plasował się na 101. miejscu wśród imion męskich (10 439 nadań); w rejestrze PESEL występował także w formie Biagio i Blaise (po 3 nadania) oraz Blazej (2 nadania).
Błażej imieniny obchodzi 3 lutego i 29 listopada.
Żeński odpowiednik: Błażeja

## Odpowiedniki w innych językach
- łacina – Blasius
- język angielski – Blaze, Blaise
- język chorwacki – Vlaho, Blaž
- język czeski – Blažej
- esperanto – Blazo[4]
- język francuski – Blaise
- język grecki – Vlasis (Βλασης)
- język hiszpański – Blas
- język niemiecki – Blasius
- język węgierski – Balázs
- język włoski – Biagio, Biaggio
- język rosyjski – Власий (Własij), Влас (Włas)[5]
- język ormiański – Վլասի
- język portugalski – Brás

## Znane postaci o tym imieniu
- św. Błażej – lekarz, biskup, męczennik, patron od chorób gardła
- Blaise Pascal – francuski naukowiec i filozof
- Błażej Derey – dominikanin, iluminator, skryptor, restaurator iluminowanych kodeksów
- Błażej Krupa – polski kierowca wyścigowy i rajdowy
- Biagio di Santo (ur. 1977) – włoski biegacz narciarski, dwukrotny medalista mistrzostw świata juniorów
- Błażej Stolarski – polski działacz ludowy
- Błażej Śliwiński – polski mediewista